# Les Veys

Les Veys este o comună în departamentul Manche, Franța. În 1 ianuarie 2018 avea o populație de 441 de locuitori.